# Ботнар Віталій Валерійович
Віталій Валерійович Ботнар (рос. Вита́лий Вале́рьевич Бо́тнарь, нар. 19 травня 2001, Бєльці, Молдова) — російський футболіст, воротар клубу «Парі Нижній Новгород».

## Ігрова кар'єра

### Клубна
Віталій Ботнар народився у місті Бєльці, Молдова. У віці десяти років він переїхав до Росії, де почав займатися футболом в академії московського клубу «Локомотив». Перед сезоном 2018/19 воротар потрапив до заявки першої команди на матчі чемпіонату країни. Але жодного матчу в основі «Локомотива» Ботнар не провів, паралельно з цим зіграв одну гру у фарм - клубі «Казанка».
У лютому 2020 року воротар залишив розташування «Локомотива» і підписав дворічний контракт з іншим московським клубом - «Торпедо». З яким у сезоні 2021/22 виграв турнір Першої ліги і в липні 2022 року у матчі проти «Сочі» дебютував у Вищому дивізіоні.
В липні 2023 року Віталій Ботнар підписав трирічний контракт з клубом «Парі Нижній Новгород».

### Збірна
З 2017 року Віталій Ботнар виступав за юнацькі збірні Росії різних вікових категорій.

## Досягнення
Торпедо
- Переможець Першої ліги: 2021/22